# ياماها واي أم 2610

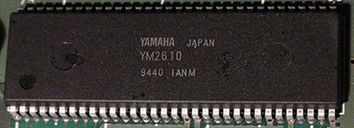
ياماها واي أم 2610

ياماها واي أم 2610 (بالإنجليزية: YM2610)‏، وتسمى OPNB، هي رقاقة صوت 15 قناه طورت من قبل ياماها. وهي من عائلة شرائح OPN لمركبات FM، وشبيهة بـ YM2608. كانت تستخدم بشكل بارز في ألعاب إس إن كي نيو جيو، مع ألعاب أخرى من نظام ألعاب الصالات.

## مزايا
يمتلك واي أم 2610 المميزات التالية:
- أربع قنوات FM متزامنة (صوت)، أربع محولات لكل قناة
- ثلاث قنوات SSG
- قناة ضجيج قابلة للبرمجة
- ADPCM-A: ست قنوات ADPCM ،بمعدل 18.5كيلوهيرتز لاختبار العينات
- ADPCM-B: قناة ADPCM واحدة، بمعدل 1.8–55.5كيلوهيرتز لاختبار العينات
- اثنين من أجهزة ضبط الوقت
- مذبذب تردد منخفض (LFO)
- سبع قنوات لتعديل التضمين النبضي المرمز.[1]

استخدمت YM2610 مع ياماها واي أم 3016 ستيريو محول رقمي تناظري.